# Monument Internacional de la Reforma
El Monument Internacional de la Reforma, generalment conegut com a Mur dels Reformadors, es troba a Ginebra (Suïssa).
El monument, que presenta una estructura gairebé simètrica, és format per una paret de pedra decorada amb estàtues de pioners o «guardians» de la Reforma i protegit per una zona d'aigua que recorda les fosses de les antigues fortificacions. Va ser costejat per fidels protestants de diversos països europeus i americans que el van donar a la vila de Ginebra.
Aixecat al Parc dels Bastions i amb unes dimensions aproximades de 99 metres de llarg i nou d'altura, s'adossa una part de les antigues muralles construïdes al segle xvi i que van envoltar la ciutat fins mitjans del segle xix. Inaugurat el 1909, fou la culminació d'un concurs ideat per a transformar aquesta part del parc. El concurs va implicar 71 propostes de tot el món, que fou guanyat per quatre arquitectes suïssos: Charles Dubois, Alphonse Laverrière, Eugène Monod, i Jean Taillens. Les escultures van ser creades per dos escultors francesos: Paul Landowski i Henri Bouchard.